# 190
Glej tudi: število 190
190 (CXC) je bilo prestopno leto, ki se je po julijanskem koledarju začelo na četrtek.

## Dogodki
- 1. januar